# Cochrane, Chile
Cochrane är en ort i Chile, och är belägen i Aysénregionen i den södra delen av landet. Den är belägen strax väster om Cochranesjön och folkmängden uppgår till nästan 3 000 invånare.

## Tillkomst
Cochrane grundades 1954 (under namnet Pueblo Nuevo), men hade inte vägförbindelser till resten av Chile förrän år 1988, då Carretera Austral öppnades. Staden fick namnet Cochrane för att hedra Thomas Cochrane, 10:e earl av Dundonald, en brittisk sjökapten och radikal politiker som utsågs den första amiralen av den chilenska flottan år 1818 och som gjorde ett viktigt bidrag till att vinna Chiles självständighet från Spanien.